# Aflegsysteem

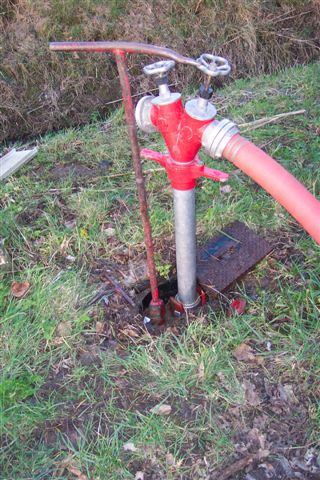
Ondergrondse brandkraan met opzetstuk, sleutel en een aangesloten brandslang

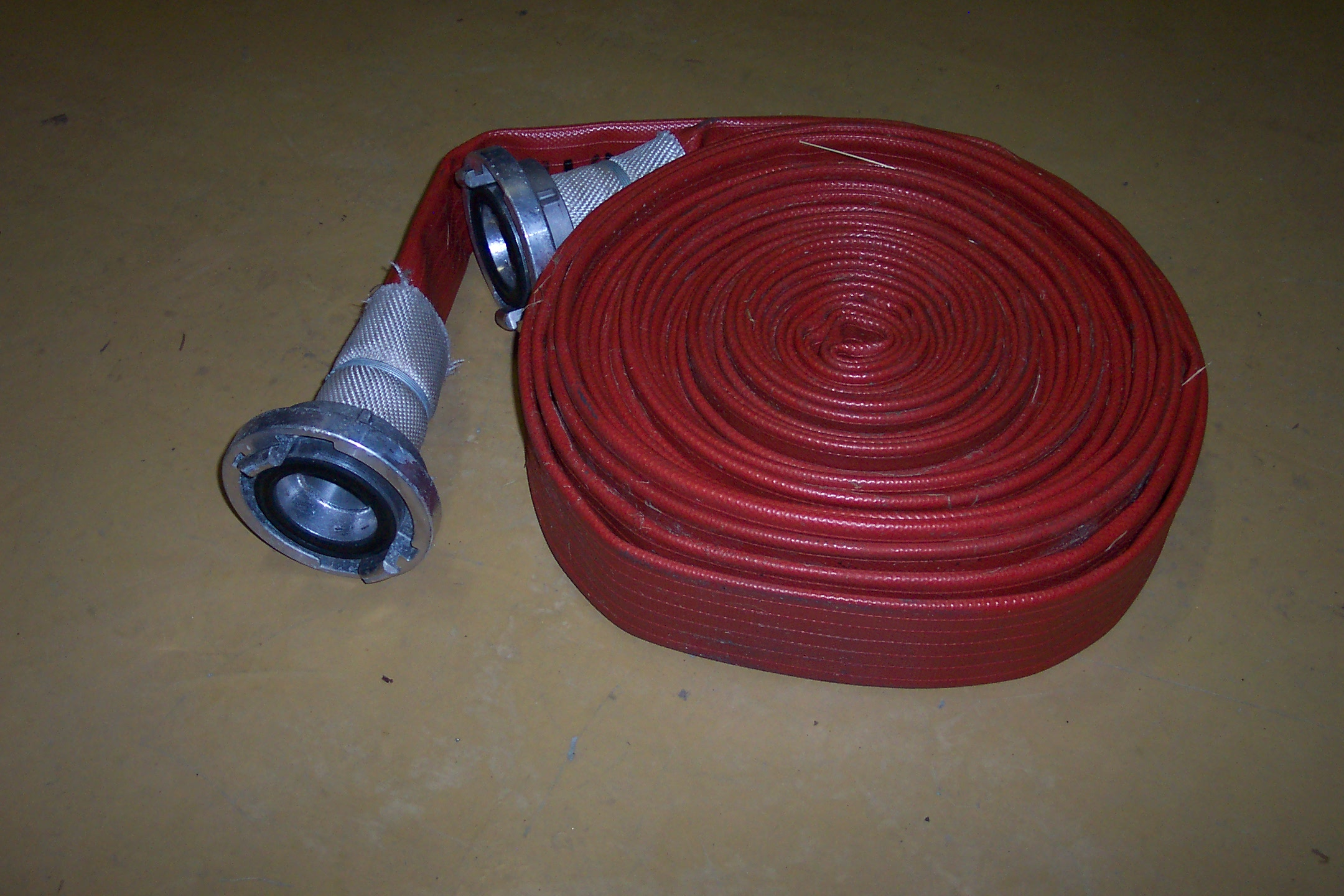
Een brandweerslang met een diameter van 75 mm

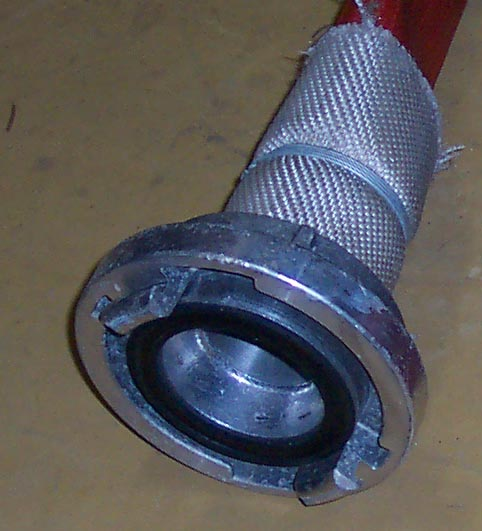
Een storzkoppeling op een 75 mm brandslang

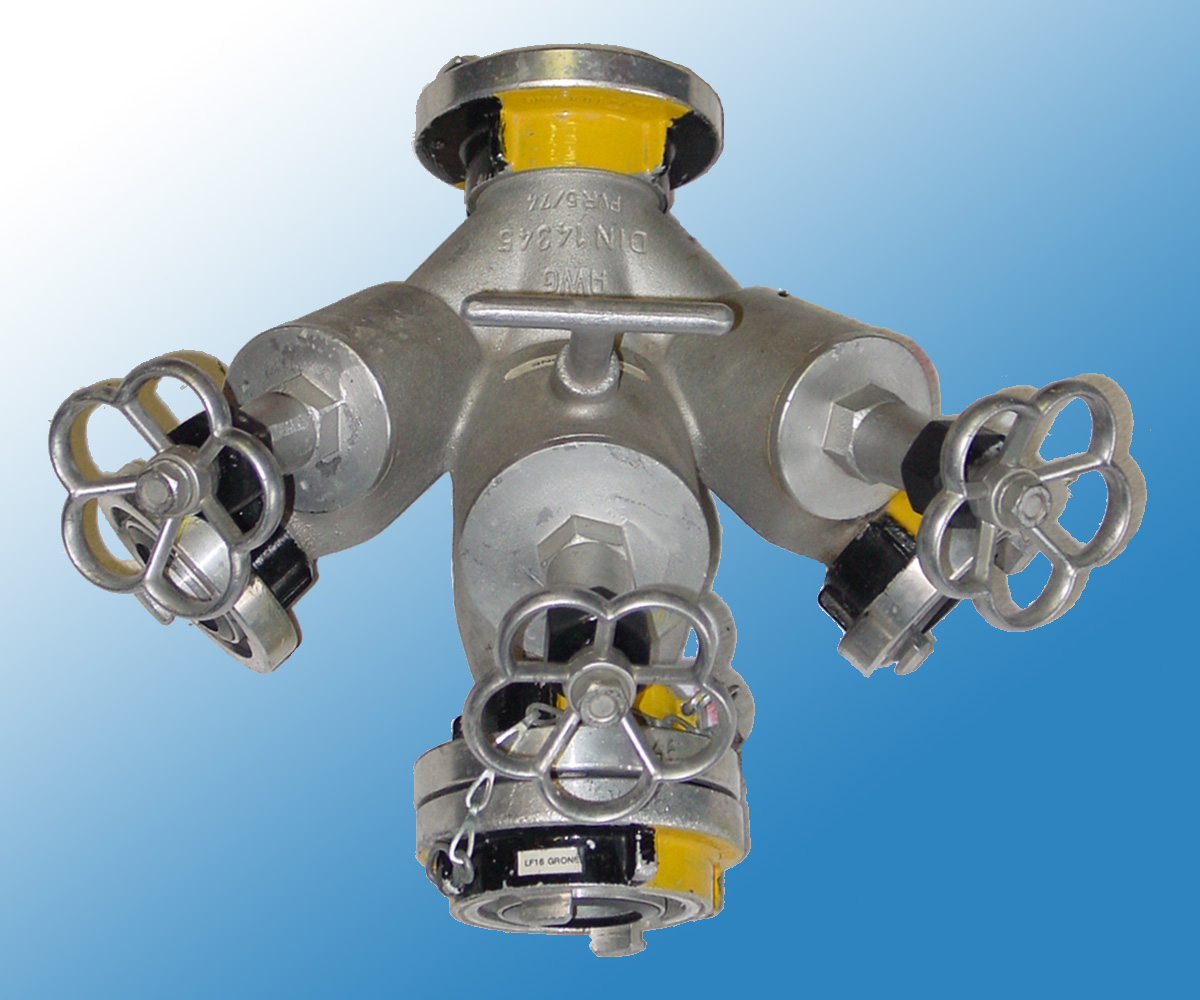
Een verdeelstuk met 4 halve storzkoppelingen, op de middelste uitgang (onderaan) is een verloopstuk gemonteerd

Aflegsysteem is het systeem dat de brandweer toepast voor het transport van water vanaf een bron, zoals een (ondergrondse) brandkraan of open water, naar de brand.
Omdat bij een brand tijd een belangrijke factor is, moet snel gewerkt kunnen worden. Daarom werken alle brandweerkorpsen in Nederland met hetzelfde aflegsysteem. Doordat het systeem overal gelijk is, kan ook makkelijk bijstand verleend worden aan andere korpsen. Bij aankomst bij een brand zal een bevelvoerder de manschappen opdracht geven het aflegsysteem op een bepaalde manier op te bouwen. Met een vrij kort bevel zal de hele ploeg weten wat er moet gebeuren. Bij het opbouwen van het aflegsysteem heeft elk lid van de ploeg eigen vaste taken waardoor er zeer efficiënt gewerkt kan worden. Zodra een lid zijn taak volbracht heeft zal deze de andere ploegleden helpen met hun taken.

## Componenten
Het aflegsysteem kan voor zowel lage druk als hoge druk toegepast worden. Bij hoge druk is er echter alleen sprake van een watervoorziening. Vanaf de pomp wordt de slang vanaf een vaste haspel afgerold. De straalpijp is standaard aan de slang gekoppeld.

### Watervoorziening
De spil van het aflegsysteem is de pomp. Meestal is deze pomp gemonteerd in een tankautospuit, soms op een aanhanger of in een haakarmbak. Pompen hebben doorgaans een maximale capaciteit van 3000 liter per minuut.
De pomp betrekt het water vanuit een brandkraan, brandput of vanaf open water. 
- Bij een brandkraan staat het water al onder een druk van ongeveer  3 bar, de pomp voert de druk op om transport over langere afstanden of naar grotere hoogte mogelijk te maken. Tussen de brandkraan en de pomp worden 1 of 2 slangen met een diameter van 75 mm gelegd.
- Bij een brandput of open water moet het water aangezogen worden. Omdat in de zuigslang een onderdruk ontstaat is deze slang met staaldraad verstevigd om te voorkomen dat de slang door de druk van buitenaf platgedrukt wordt en zo de capaciteit sterk afneemt.

### Brandslangen
In Nederland gebruikt de brandweer brandslangen met een Storzkoppeling en om slangen en andere armaturen met elkaar te verbinden. Brandslangen hebben standaard een lengte van 20 meter en een diameter van 52, 75 of 150 mm. De 52- en 75mm slangen kunnen onderling verbonden worden, de 150 mm slangen hebben een grotere koppeling.

### Watervoerende armaturen
- Het opzetstuk wordt op een ondergrondse brandkraan geschroefd, het beschikt over twee uitgangen met elk een eigen kraan.
- Een verzamelstuk wordt gebruikt om twee slangen op de ingang van een pomp aan te sluiten. Het armatuur beschikt over twee ingangen en een uitgang. Tussen de ingangen is een klepje aangebracht waardoor het water niet via de andere ingang wegstroomt als er slechts één slang aangesloten is.
- Een verdeelstuk beschikt meestal over vier aansluitingen, een ingang en drie uitgangen, al zijn er ook meer uitgangen mogelijk. Elke uitgang beschikt over een kraan of hendelafsluiter. Een verdeelstuk wordt gevoed met een 75 mm-slang rechtstreeks vanaf de pomp.
- Een straalpijp wordt aan het einde van een slang gekoppeld om druk op te bouwen en de straal te richten of af te sluiten. Een straalpijp kent vaak een gebonden straal en een sproeistraal. In het algemeen wordt een straalpijp gevoed met een 52 mm-slang vanaf de pomp of een verdeelstuk.
- Een waterkanon kan grote hoeveelheden water over een grote afstand spuiten. Het kanon wordt meestal gevoed met twee 75 mm-slangen (soms 3 of meer).

## Opbouw
Een tankautospuit heeft standaard een bezetting van zes personen: een bevelvoerder, een chauffeur en vier manschappen. De manschappen zijn genummerd 111, 112, 113 en 114. Ze zijn verdeeld over een aanvalsploeg en een waterploeg. De waterploeg zorgt samen met de chauffeur voor de opbouw van de watervoorziening vanaf de bron tot aan het verdeelstuk of de pomp (indien er geen verdeelstuk wordt toegepast). De aanvalsploeg legt één of twee aanvalsslangen met een diameter van 52 mm klaar en begint met de brandbestrijding zodra er water geleverd kan worden. In de tussentijd voert deze ploeg samen met de bevelvoerder een eerste verkenning uit aan de buitenzijde van het brandende object. De waterploeg zal zodra de watervoorziening klaar is ook een aanvalsslang afleggen en eveneens de brand bestrijden indien dit noodzakelijk is.